# Arthrobotrys superbus
Arthrobotrys superbus Fresen. – gatunek workowców. Grzyb mięsożerny.

## Systematyka i nazewnictwo
Pozycja w klasyfikacji według Index Fungorum: Orbiliaceae, Orbiliales, Orbiliomycetidae, Orbiliomycetes, Pezizomycotina, Ascomycota, Fungi.
Po raz pierwszy opisał go w 1839 r. August Corda, nadając mu nazwę Arthrobotrys superba. Była niezgodna z zasadami pisowni i poprawiono ją na A. superbus. Synonimy:
- Didymozoophaga superba (Corda) Soprunov & Galiulina 1951,
- Didymozoophaga superba var. macrospora Soprunov & Galiulina, 1951.

## Morfologia
Grzyb nicieniobójczy polujący na żywe nicienie, które łapie za pomocą pętli strzępkowych lub sieci.
Na podłożu OA tworzy kolonie o barwie od różowej do łososiowej, osiągające średnicę 5 cm w ciągu pięciu dni w temperaturze 20 °C. Konidiofory o długości do 850 µm, wyprostowane, rozgałęzione, każda gałąź często rozrastająca się wielokrotnie. Komórki konidiotwórcze spuchnięte, często zlewające się, tworzące do 10 konidiów na krótkich, wąskich ząbkach. Konidia odwrotnie jajowate do elipsoidalnych, 1-przegrodowe, rzadko 2-przegrodowe, rzadko lekko zwężone przy przegrodzie (10,5–)13–22(–25) × 5–8(–11) µm. Obecne chlamydospory.

## Występowanie i siedlisko
Podano występowanie Arthrobotrys superbus w Ameryce Północnej, Europie, Azji i Afryce. Występuje również w Polsce.
W Polsce podano jego stanowiska w glebie na polu uprawnym, w lasach pod drzewami, na resztkach roślinnych i w odchodach zwierząt. Jest grzybem glebowym i saprotrofem, ale dość często jest opisywany także jako grzyb drapieżny. Najczęściej jego siedliskami są szczątki roślin i ściółka liściowa, ale zdarzają się sporadyczne jego izolacje z nasion pszenicy, kiełkujących nasion koniczyny, odchodów króliczych i innych materiałów zaatakowanych przez nicienie. Jego występowanie w górnych 5–10 cm gleby ma związek z występowaniem na tej głębokości atakowanych przez niego nicieni.